# Reinaldo Joaquim Ribeiro de Carvalho Filho
Reinaldo Joaquim Ribeiro de Carvalho Filho (Rio de Janeiro, 3 de fevereiro de 1903 — Rio de Janeiro, 6 de março de 1973) foi um militar brasileiro.
Foi ministro da Aeronáutica no Governo João Goulart, de 18 de setembro de 1962 a 15 de junho de 1963.
Anteriormente era militar da Marinha do Brasil, porém 1941 após a criação da Força Aérea Brasileira. Reinaldo Joaquim Ribeiro de Carvalho Filho foi transferido para a Força Aérea Brasileira.

## Promoções
Tornou-se praça em 17 de janeiro de 1919; segundo-tenente em 20 de setembro de 1922; primeiro-tenente em 30 de setembro de 1924; capitão-tenente em 5 de julho de 1928; capitão-de-corveta em 15 de junho de 1933; tenente-coronel em 20 de dezembro de 1941; coronel em 23 de fevereiro de 1944; brigadeiro em 18 de setembro de 1950; major-brigadeiro em 9 de agosto de 1957; tenente-brigadeiro em 13 de março de 1963.